# Ingrid Schwamborn

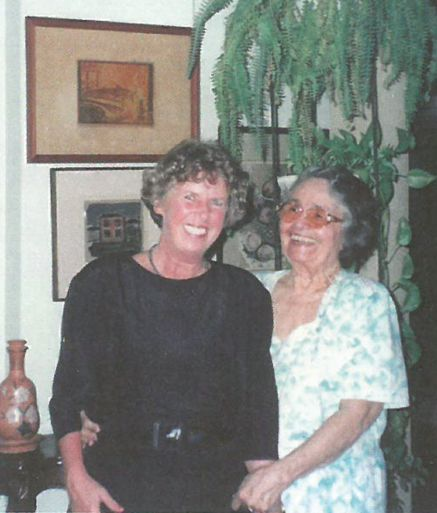
Ingrid Schwamborn (à esquerda) com a escritora Rachel de Queiroz, Rio de Janeiro, 1977.

Ingrid Schwamborn (Berlim, 1940) é uma filóloga, professora, tradutora, historiadora, conferencista, autora, e editora alemã, que mora e trabalha em Bonn (Alemanha) e Fortaleza (Brasil).

## Biografia
Neta do pintor Otto Kuske (1886 - 1945), filha do professor universitário, engenheiro e inventor Albrecht Kuske (1913 - 1982) e Pauline Kuske (geb. Joerg, 1917 - 2005).  Cresceu no castelo de Lauterbach perto de Munique, cursou o ensino médio em Aachen, Stuttgart e Sindelfingen, e estudou filologia nas universidades de Tübingen e Bonn. Casou-se com o seu colega Friedhelm Schwamborn (1938 - 2020) em 1966, com quem teve os  filhos Ralf e Ivonne. Defendeu  o mestrado em Bonn em 1968, e o doutorado em Bonn em 1986 com a tese sobre os romances indianistas de José de Alencar: O Guarani, Iracema e Ubirajara. A partir de 2006, dedicou-se à tradução e publicação em português e alemão de obras clássicas como O Quinze de Rachel de Queiroz e Iracema de José de Alencar, e à obra de Stefan Zweig, em especial à ligação de Stefan Zweig com o Brasil.   É a primeira tradutora das obras "O Quinze" e "Iracema", para o alemão. É editora e autora de vários ensaios e livros, inclusive edições bilíngues e traduções. Em 2013, fundou a editora "Tatubola Editora 1648" em Fortaleza. Em 2019, publicou, junto com José Augusto Bezerra a tradução (português e alemão) do original italiano e comentários da Carta Soderini de Amerigo Vespucci, trabalho pelo qual receberam em Dezembro de 2019 o Prémio Dr. P. M. Laranjo Coelho da Academia Portuguesa da Historia. Membro correspondente da ACADEMIA CEARENSE DA LíNGUA PORTUGUESA. Atualmente mora e trabalha em Bonn (Alemanha) e Fortaleza (Brasil).

## Obras
- Die Brasilianischen Indianerromane "O Guarani", "Iracema", "Ubirajara" von José de Alencar. (Livro) Editora: P. Lang, Frankfurt am Main, 1987.  Autor:  Ingrid Schwamborn.[3]
- Brasilien, Land der Extreme.(Livro) Harenberg Edition, Dortmund, Alemanha 1990.  Autores: Achim Sperber e Ingrid Schwamborn.[4]
- Die letzte Partie: Stefan Zweigs Leben und Werk in Brasilien (1932-1942). (Livro) Editora Aisthesis, Bielefeld, Alemanha, 1999. Autor:  Ingrid Schwamborn.[5]
- Iracema – do Romantismo aos dias atuais, Iracema – von der Romantik zur Gegenwart, in: Alencar, José Iracema. Lenda do Ceará, Legenda aus Ceará. Edição bilingüe. Edições UFC (Fortaleza), 2006.  Orgs.: Maria Elias Soares e Ingrid Schwamborn. [6]
- Um novo olhar sobre O quinze de Rachel de Queiroz: edição fac-símilada de 1930, com onze ensaios. Edições UFC (Fortaleza) 2014. Autores: José Augusto Bezerra (Editor), Ingrid Schwamborn (Editor e Tradutor), Maria Elias Soares (Editor), Claudius Armbruster (Colaborador), José Gomes de Magalhães (Tradutor) e Rachel de Queiroz. Orgs.: José Augusto Bezerra; Ingrid Schwamborn; Maria Elias Soares.[7]
- Futebol com Tatu-Bola e um Dicionário Português (Brasil) <> Alemão / Fußball mit Tatu-Bola und einem Wörterbuch Brasilianisch <> Deutsch.  Editora: Tatubola, 2014. Organizado por: Rodrigo Castro, Ingrid Schwamborn, Hans-Jürgen Fiege e João Soares Neto.[8]
- A Carta de Américo Vespúcio, em Lisboa (1504) e o mapa de Martin Waldseemüller, com o nome AMERICA, delineando as terras do futuro BRASIL (1507). Edições UFC (Fortaleza), 2019. Autores: José Augusto Bezerra e Ingrid Schwamborn.[9]
- Amerigo Vespuccis Soderini-Brief. Frank & Timme, 2020. Autor:  Ingrid Schwamborn.

## Homenagens e prêmios
- Medalha do Mérito Cultural (UFC).[10]
- Agraciada com o título de Cidadã de Fortaleza.
- Medalha Hélio de Souza Melo, da ACADEMIA CEARENSE DA LíNGUA PORTUGUESA, 2015.[11]
- Prémio Dr. P.M. Laranjo Coelho, da Academia Portuguesa da Historia, para a obra “A Carta de Américo Vespúcio, em Lisboa (1504) e o mapa de Martin Waldseemüller, com o nome AMERICA, delineando as terras do futuro BRASIL (1507)” de José Augusto Bezerra e Ingrid Schwamborn.[12]